# Xiphocentron asilas
Xiphocentron asilas is een schietmot uit de familie Xiphocentronidae. De soort komt voor in het Nearctisch gebied.